# Óscar Lee-Chong
Óscar Rigoberto Lee-Chong Pinilla (Santiago, Chile, 20 de marzo de 1965) es un exfutbolista chileno de ascendencia china. Seleccionado chileno en la década de los noventa.
Es padre del futbolista Felipe Lee-Chong y tío de Jaime Carreño Lee Chong.

## Biografía
Hijo del ciudadano chino Benito Lee-Chong (nacido como Lee Chong Lam) y la chilena Hilda Pinilla, es el sexto de siete hijos de la familia. 
Sus inicios son en la cantera de Universidad de Chile donde permaneció entre 1979 y 1980. Posteriormente fue reclutado por Universidad Católica entre 1981 y 1984. 
Luego de un breve paso por el fútbol de la Tercera División de Chile recala en 1986 en Coquimbo Unido, logrando una buena campaña en el cuadro pirata en Segunda División de Chile.
Debuta en Primera División en Naval, siendo figura del equipo chorero. Tras rechazar una oferta de Colo-Colo, juega en Copa Libertadores 1991 por Deportes Concepción.
Posteriormente sostiene pasos por Deportes Antofagasta, Deportes Temuco, Palestino y Rangers.
En la actualidad se dedica al rubro gastronómico en la ciudad turística de Pucón.

## Selección nacional
Fue nominado a la Selección de fútbol de Chile en el proceso de Eliminatorias para el Mundial de Francia 1998.
Jugó su único duelo oficial en 1997 en el duelo ante Bolivia en el Estadio Hernando Siles de La Paz, al reemplazar a Iván Zamorano.

### Participaciones en eliminatorias a la Copa del Mundo
| Eliminatoria                 | Sede    | Resultado   | Posición | Partidos |
| ---------------------------- | ------- | ----------- | -------- | -------- |
| Clasificatorias Francia 1998 | Francia | Clasificado | 4.º      | 1        |

### Partidos internacionales
| 1     | 12 de febrero de 1997 | Estadio Hernando Siles, La Paz, Bolivia | Bolivia    | 1-1 | Chile |   |  | Nelson Acosta | Clasificatorias Francia 1998 |
| Total | Total                 | Total                                   | Presencias | 1   | Goles | 0 |  |               |                              |

| Selección chilena | Selección chilena | Selección chilena |
| Año               | Partidos          | Goles             |
| ----------------- | ----------------- | ----------------- |
| 1997              | 1                 | 0                 |
| Total             | 1                 | 0                 |

## Clubes
| Club                 | País  | Año       |
| -------------------- | ----- | --------- |
| Universidad Católica | Chile | 1983-1984 |
| Super Lo Miranda     | Chile | 1985      |
| Quintero Unido       | Chile | 1985      |
| Coquimbo Unido       | Chile | 1986-1988 |
| Naval                | Chile | 1989-1990 |
| Deportes Concepción  | Chile | 1991      |
| Deportes Antofagasta | Chile | 1992      |
| Coquimbo Unido       | Chile | 1993      |
| Deportes Temuco      | Chile | 1993-1994 |
| Palestino            | Chile | 1995-1998 |
| Rangers              | Chile | 1999      |